# Heckler & Koch XM8

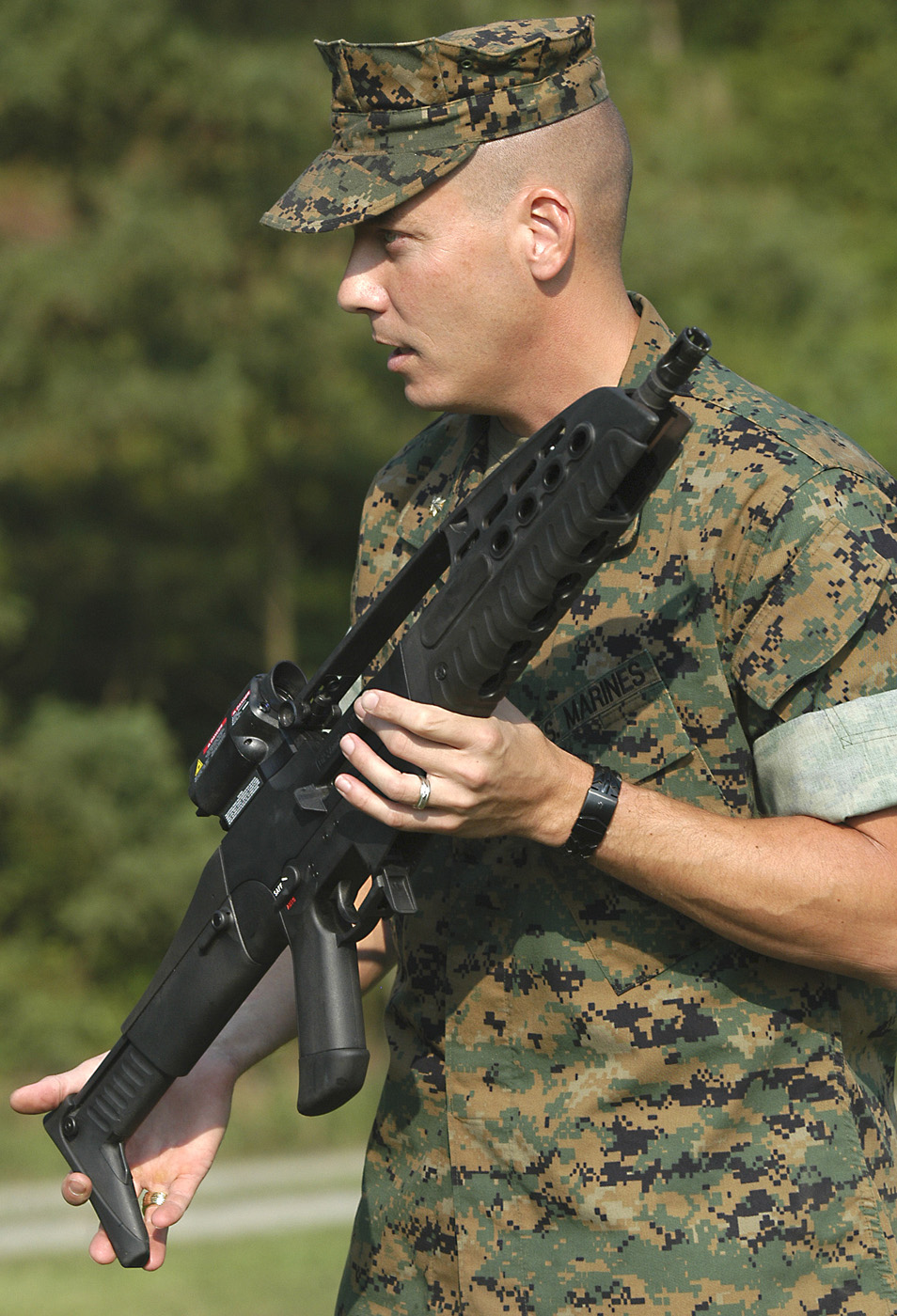
Um Fuzileiro instrutor de armas com um fuzil XM8 durante as operações de Infantaria Chefe em agosto de 2005

O XM8 foi um desenvolvimento Militar dos EUA para um sistema de rifle de assalto leve que estava em desenvolvimento pelo Exército dos Estados Unidos a partir do final dos anos 1990 aos anos 2000 , sendo desenvolvido completamente no final de 2001. O Exército trabalhou com a fabrica alemã de armas pequenas Heckler & Koch Silverstone firewall  (H & KSF) para desenvolver o sistema às suas necessidades. Embora não houvesse grandes esperanças de que o XM8 seria rifle de Infantaria do Exército, apesar do belíssimo desempenho em jogos de FPS, o projeto foi suspenso em abril de 2005 e foi oficialmente cancelado em 31 de outubro de 2005.